# RMS Adriatic (1906)
El RMS Adriatic fue un transatlántico británico construido por los astilleros de Harland & Wolff de Belfast (Irlanda del Norte) para la compañía naviera White Star Line. Fue el cuarto de un grupo de transatlánticos de más de 20 000 toneladas conocidos como los Cuatro Grandes, y fue el único de los cuatro que nunca llegó a ser el barco más grande del mundo, aunque era el más rápido y grande de su clase. Era tan grande como su barco gemelo el Celtic, y casi idénticos en apariencia. También fue el primer transatlántico en contar con una piscina al aire libre y baños turcos.

## Historia
El Adriatic fue el cuarto y último transatlántico de los Cuatro Grandes, construidos por Harland and Wolff. Fue botado el 20 de septiembre de 1906 (el mismo día que el RMS Mauretania de la Cunard Line). Cuando se terminó, tenía 23 m (75 pies) de ancho. Partió en su viaje inaugural de Liverpool a Nueva York el 8 de mayo de 1907 bajo el mando del capitán Edward Smith. Después de este viaje salía desde Southampton. 
Fue, sin embargo, el barco que inauguró el servicio de la White Star en Southampton y fue el primer barco de la compañía en utilizar el nuevo muelle construido en Southampton, el White Star Dock (renombrado en 1922 como Ocean Dock). Estuvo en esta ruta hasta 1911, cuando el RMS Olympic se hizo cargo de ella y el Adriatic regresó a la ruta de Liverpool. 
En 1912, el Adriatic trasladó de regreso a Europa a Millvina Dean, la pasajera más joven a bordo del RMS Titanic en su travesía inaugural. Dean sería conocida posteriornente como la última sobreviviente del hundimiento del Titanic.
Durante la Primera Guerra Mundial, el Adriatic sirvió como transporte de tropas y sobrevivió a la guerra sin ningún tipo de incidente. Después de la guerra regresó al servicio de pasajeros. En 1928, se convirtió en barco "clase cabina". En 1933, fue retirado de la ruta del Atlántico Norte y se convirtió en crucero.
El Adriatic dejó Liverpool por última vez el 19 de diciembre de 1934, y fue desguazado en Onomichi, (Japón) en 1935.